# Lista do Patrimônio Mundial no Sri Lanka
A Organização das Nações Unidas para a Educação, a Ciência e a Cultura (UNESCO) propôs um plano de proteção aos bens culturais do mundo, através do Comité sobre a Proteção do Património Mundial Cultural e Natural, aprovado em 1972. Esta é uma lista do Patrimônio Mundial existente no Sri Lanka, especificamente classificada pela UNESCO e elaborada de acordo com dez principais critérios cujos pontos são julgados por especialistas na área. O Sri Lanka, país insular do Sudeste asiático de grande patrimônio cultural e biodiversidade ecológica, ratificou a convenção em 6 de junho de 1980, tornando seus locais históricos elegíveis para inclusão na lista.
Os sítios Cidade Santa de Anuradapura, Cidade Antiga de Polonnaruva e Cidade Antiga de Sigiriya foram os primeiros locais do Sri Lanka incluídos na lista do Patrimônio Mundial da UNESCO por ocasião da 6ª Sessão do Comitè do Património Mundial, realizada em Paris (França) em 1982. Desde a mais recente adesão à lista, o Sri Lanka totaliza 8 sítios classificados como Patrimônio da Humanidade, sendo 6 deles de classificação Cultural e os 2 demais de classificação Natural. 

## Bens culturais e naturais
O Sri Lanka conta atualmente com os seguintes lugares declarados como Patrimônio da Humanidade pela UNESCO:
| | Cidade Santa de Anuradapura |
| Bem cultural inscrito em 1982. |                             |
| Localização: Província Centro-Norte |                             |
| Esta cidade sagrada foi estabelecida em torno de uma muda da "árvore da iluminação" – a figueira de Buda – trazida da Índia no século III a.C.C. por Sanghamitta, fundadora de uma ordem de freiras budistas. Anuradhapura foi a capital política e religiosa do Sri Lanka por treze séculos, até sua destruição e abandono após uma invasão em 993. Escondido sob o mato da selva por muito tempo, o esplêndido local da cidade, com seus palácios, mosteiros e monumentos, é novamente acessível. (UNESCO/BPI) |                             |

| | Cidade Antiga de Polonnaruva |
| Bem cultural inscrito em 1982. |                              |
| Localização: Província Centro-Norte |                              |
| Segunda capital do Sri Lanka após a destruição de Anuradhapura em 993, a cidade de Polonnaruwa tem uma série de monumentos brahmanicos construídos pela dinastia Chola, bem como os vestígios monumentais da fabulosa cidade jardim criada no século XII por Parakramabahu, o Grande. (UNESCO/BPI) |                              |

| | Cidade Antiga de Sigiriya |
| Bem cultural inscrito em 1982. |                           |
| Localização: Província Central |                           |
| No cume e encostas íngremes da "Rocha Leão" – um penhasco de granito de 370 metros de altura do qual toda a selva circundante é dominada – estão as ruínas da cidade em que o rei parricidal Kassapa I (477-495) estabeleceu sua capital. O local é acessado por uma série de galerias e escadas que saem das mandíbulas de um leão colossal construído com tijolos e secos. (UNESCO/BPI) |                           |

| | Reserva Florestal Sinharaja |
| Bem natural inscrito em 1988. |                             |
| Localização: Sabaragamuwa |                             |
| Localizada no sudoeste do Sri Lanka, esta reserva é a última área viável da floresta tropical primitiva do país. Mais de 60% de suas árvores são endêmicas e muitas delas pertencem a espécies raras. Espécies de aves endêmicas são particularmente numerosas. Além disso, a reserva abriga mais de 50% das espécies endêmicas de mamíferos e borboletas do Sri Lanka, bem como muitos tipos de insetos raros, répteis e anfíbios. (UNESCO/BPI) |                             |

| | Cidade Sagrada de Kandy |
| Bem cultural inscrito em 1988. |                         |
| Localização: Província Central |                         |
| Comumente conhecida pelo nome de Senkadagalapura, esta cidade sagrada do budismo foi a última capital dos reis sinhala. Graças ao patrocínio desses monarcas, a cultura Uningalsa floresceu por mais de 25 séculos, até a ocupação do Sri Lanka pelos britânicos em 1815. Em Kandy está localizado o Templo do Dente de Buda, famoso lugar de peregrinação. (UNESCO/BPI) |                         |

| | Cidade Antiga de Galle e suas fortificações |
| Bem cultural inscrito em 1988. |                                             |
| Localização: Província do Sul |                                             |
| Fundado pelos portugueses no século XVI, Galle atingiu seu auge no século XVIII, antes da chegada dos britânicos. É o melhor exemplo de uma cidade fortificada construída por europeus no Sul e Sudeste asiático, onde você pode apreciar a interação da arquitetura europeia e as tradições arquitetônicas e artísticas do sul da Ásia. (UNESCO/BPI) |                                             |

| | Templo Dourado de Dambulla |
| Bem cultural inscrito em 1991. |                            |
| Localização: Província Central |                            |
| Um importante local de peregrinação por 2.200 anos, este mosteiro das cavernas forma com seus cinco santuários o maior e mais bem preservado conjunto de templos de cavernas no Sri Lanka. Especialmente notáveis são suas 157 estátuas e pinturas de parede budistas cobrindo uma área de 2.100 m². (UNESCO/BPI) |                            |

| | Planaltos Centrais do Sri Lanka |
| Bem natural inscrito em 2010. |                                 |
| Localização: Província Central / Sabaragamuwa |                                 |
| Os Planaltos do Sri Lanka estão localizados na parte central e sul da ilha. O local compreende a Área Protegida de Wilderness Pike, o Parque Nacional das Planícies de Horton e a Floresta de Conservação de Knuckles. Essas florestas montanhosas, localizadas a altitudes de até 2.500 metros acima do nível do mar, abrigam a flora e a fauna de uma variedade extraordinária, incluindo várias espécies ameaçadas, como o langur de cara vermelha ocidental (Semnopithecus vetulus nestor), as planícies finas loris de Horton (Loris tardigradus nyctoceboides) e o leopardo do Sri Lanka. Esta região é considerada um epicentro ou ponto de acesso de diversidade biológica. (UNESCO/BPI) |                                 |

## Lista Indicativa
Em adição aos sítios inscritos na Lista do Patrimônio Mundial, os Estados-membros podem manter uma lista de sítios que pretendam nomear para a Lista de Patrimônio Mundial, sendo somente aceitas as candidaturas de locais que já constarem desta lista. Desde 2020, o Sri Lanka possui 3 locais na sua Lista Indicativa.
| Sítio                             | Imagem | Localização        | Ano  | Dados UNESCO      | Descrição |
| --------------------------------- | ------ | ------------------ | ---- | ----------------- | --- |
| Seruwila Mangala Raja Maha Vihara |        | Província Oriental | 2006 | Cultural: (ii)(v) | Seruwila Mangala Raja Maha Vihara é um templo antigo que está entre os dezesseis santuários budistas mais sagradosdoSri Lanka. É acessível tanto por estradas quanto por mar. A rota marítima começa em Trincomalee para Muttur de barco e outros 16 km por estradas. A rota terrestre é via Kantalai até Allai, que fica a aproximadamente 45 km de floresta densa. |